# Silpa Bhirasri

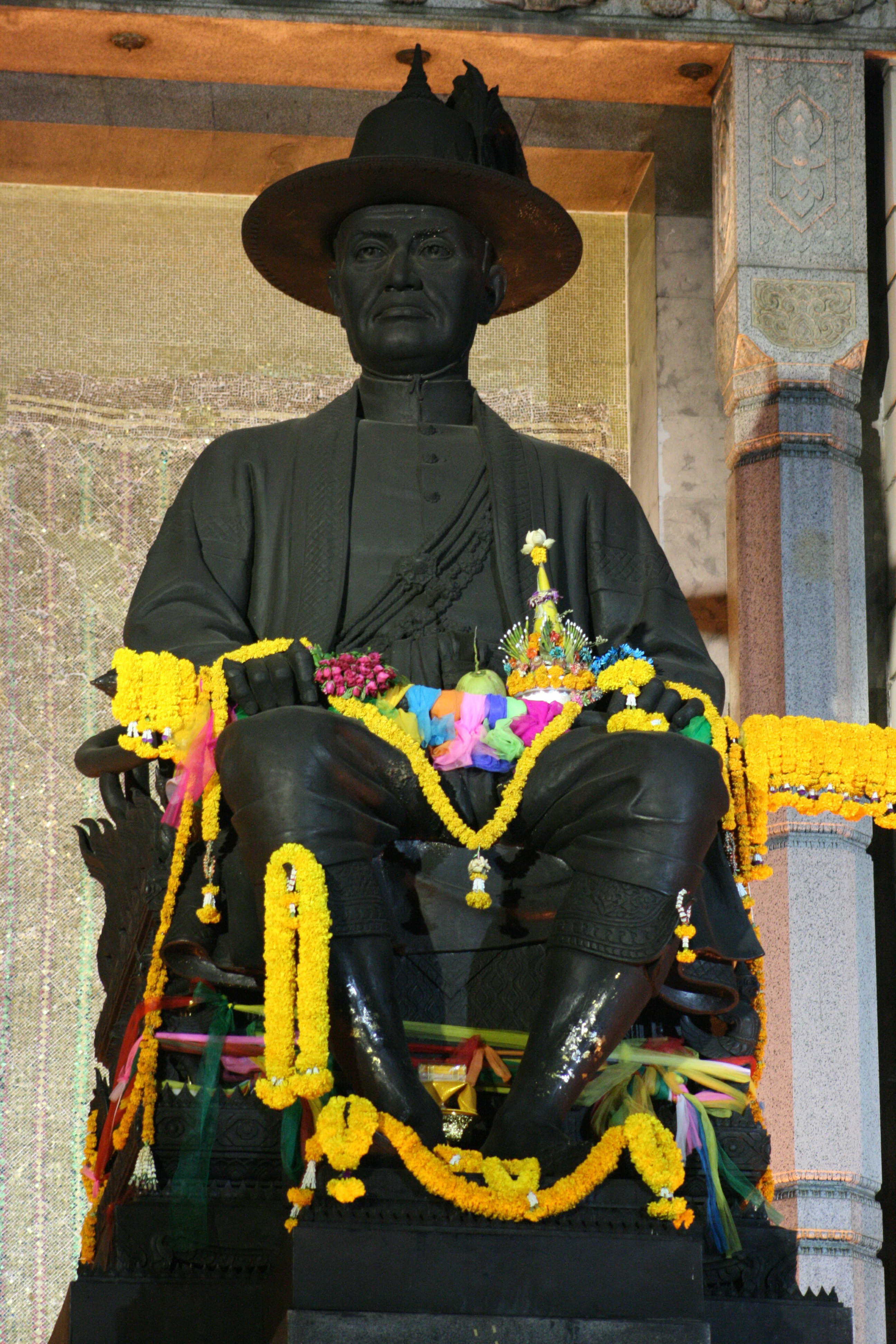
Statue du roi Rama Ier (1932)

Silpa Bhirasri (né Corrado Feroci, 1892-1962) est un sculpteur thaïlandais d'origine italienne, fondateur en 1943 de l'Université Silpakorn.

## Biographie
Corrado Feroci naquit le 15 septembre 1892 à Florence, en Italie, dans le quartier de San Giovanni. Ses parents, Artudo et Santina, étaient commerçants. Dans sa jeunesse, il apprécia passionnément des œuvres de Michel-Ange et Lorenzo Ghiberti qui se trouvaient dans la cathédrale Santa Maria del Fiore. Désireux de suivre les pas de ces grands artistes, il dut affronter  ses parents qui voulaient qu'il leur succède à la direction des affaires de la famille.
Pourtant, avec sa passion en art, il travailla dans les ateliers à Florence comme assistant des artistes célèbres et accumula peu à peu de l’argent pour ses études.
En 1908, il entra à l’académie royale des arts de Florence et en 1915, à l’âge de 23 ans, il obtint le certificat en sculpture. Avec ses bonnes connaissances de l’histoire et la critique de l’art et la philosophie, Feroci obtint le premier honneur de l’examen pour le titre « Professeur. » Expert en sculpture et peinture, il créa beaucoup d’œuvres et gagna plusieurs fois le premier prix dans les concours de conception de monument organisés par le gouvernement italien (par exemple le monument des héros à l’île d'Elbe) ; cela le rendit connu dans l'Italie entière.

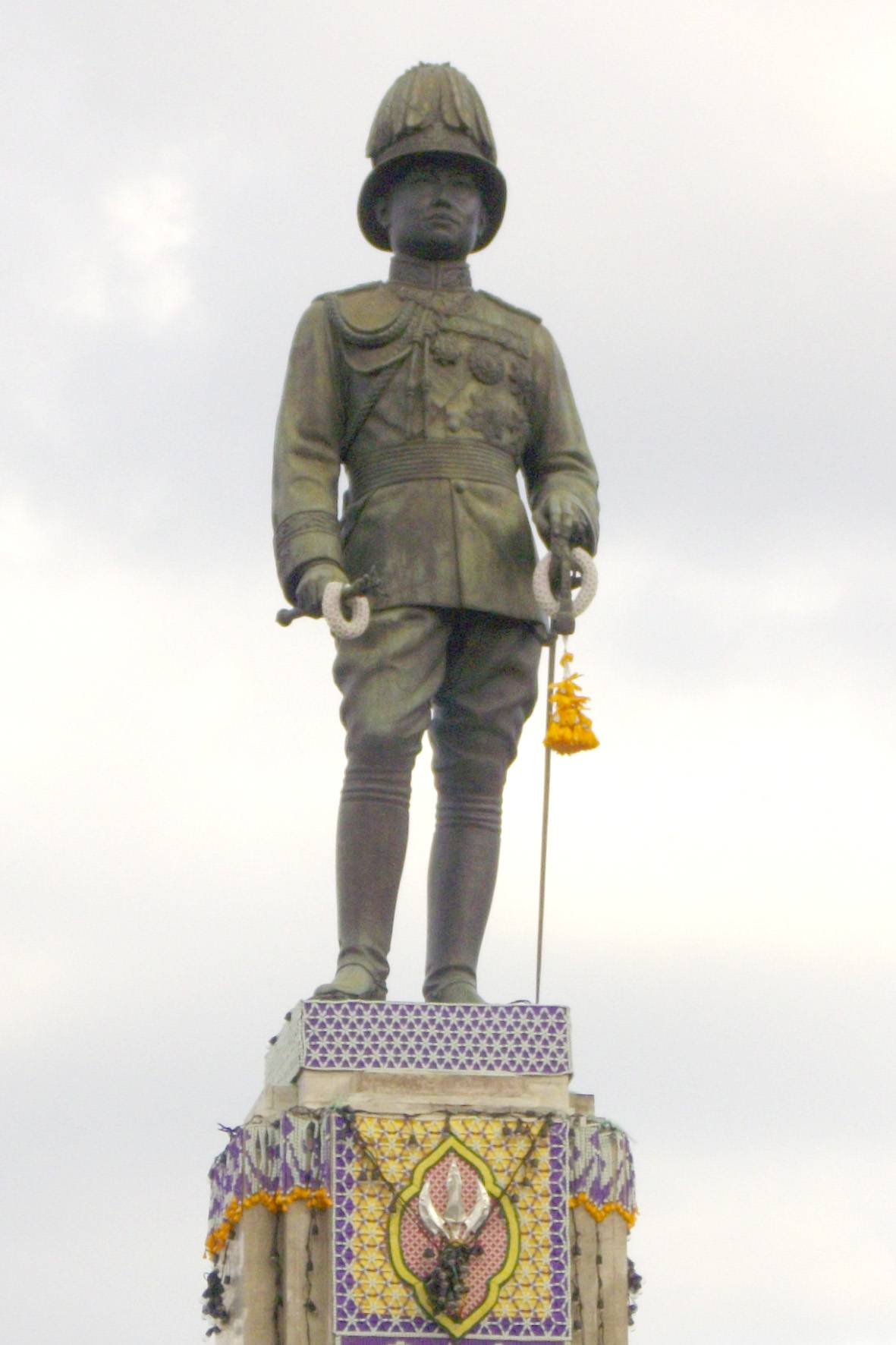
Monument de Rama VI (1942)

Énergique et courageux, le jeune professeur Corrado Feroci souhaita un pays où il pourrait trouver le défi dans sa vie d'artiste. Le gouvernement siamois, sous le règne de Rama VI, sollicita du gouvernement italien un sculpteur doué pour des commandes d'État et l’enseignement de l’art de style occidental. Le gouvernement italien envoya le profil de Feroci et ceux d'autres artistes. Le prince Narisranuvattiwongse choisit Feroci. Corrado Feroci vint au Siam avec sa femme Fanni Viviani et sa fille Isabella en bateau. Il travailla comme sculpteur au Département des Beaux-Arts du ministère de la Maison royale à partir du 14 janvier 1923, à 32 ans.
En 1926, Corrado Feroci fut nommé professeur de sculpture de la division des Beaux Arts de l’Académie Royale Siamoise. En 1938, l’école des Beaux Arts fut fondée par le ministère de la Religion et l’Instruction Publique (actuel ministère de l’Éducation).
Lors de la Seconde Guerre mondiale, après la rupture de l’Italie avec l’Axe en 1943, Feroci aurait pu être considéré comme prisonnier de guerre par le Japon allié de la Thaïlande, mais le directeur général du Département des Beaux-Arts Luang Vichit Vadakan le lui évita en le faisant changer de nationalité : Feroci devint thaïlandais sous le nouveau nom de « Silpa Bhirasri ».
L’école des Beaux Arts fut transformée le 12 octobre 1943 en université Silpakorn : Silpa Bhirasri fut son premier directeur et le premier doyen de la faculté de peinture et de sculpture.
Après la Seconde Guerre mondiale, la crise économique frappa durement Silpa Bhirasri. Il essaya de gagner de l’argent en vendant sa voiture et même son mobilier mais en vain. Finalement, il rentra avec sa famille en Italie. Pourtant, il avait la nostalgie de la Thaïlande et voulait terminer ses œuvres inachevées. Le gouvernement thaï le pria par lettre officielle de rentrer en Thaïlande et lui promit d’augmenter son salaire. Il revint donc en Thaïlande en 1949 mais sans sa femme Fanni, sa fille Isabella ni son fils Romano (né en Thaïlande). En 1959, Silpa Bhirasri se remaria avec Malinee Kenny, mais ils n’eurent pas d’enfant.
Le professeur Silpa Bhirasri appréciait passionnément l’art thaï. Il fit des recherches et lui consacra plusieurs livres et articles. Il essaya de cultiver la valeur de l’art traditionnel thaï. Représentant de la Thaïlande, il participa plusieurs fois aux conférences de l’art, par exemple à Venise en Italie et à Vienne en Autriche, et il fit connaître au monde l’art thaï traditionnel et contemporain.
Silpa Bhirasri fut l’initiateur et le soutien de l’art contemporain thaï. En 1948, il sollicita du gouvernement le concours des arts : le dessin, la peinture et la sculpture, à l’occasion de la célébration de la Constitution thaïe. Finalement, la première exposition nationale de l'art fut organisée en 1949 et continuellement jusqu’à aujourd’hui. Ce concours permet aux artistes thaïs d’améliorer leur compétence et présenter leurs œuvres d’art au public.
À 69 ans, le 14 mai 1962, Silpa Bhirasri mourut d’insuffisance cardiaque après avoir été opéré d'un cancer colorectal à l’hôpital Siriraj. La cérémonie crématoire avec la « flamme » donnée par le roi Rama IX eut lieu le 17 janvier 1963 au monastère Thephsirinthra. Silpa Bhirasri avait consacré 38 ans et 4 mois de sa vie à l’art thaï.

## Œuvres de Silpa Bhirasri

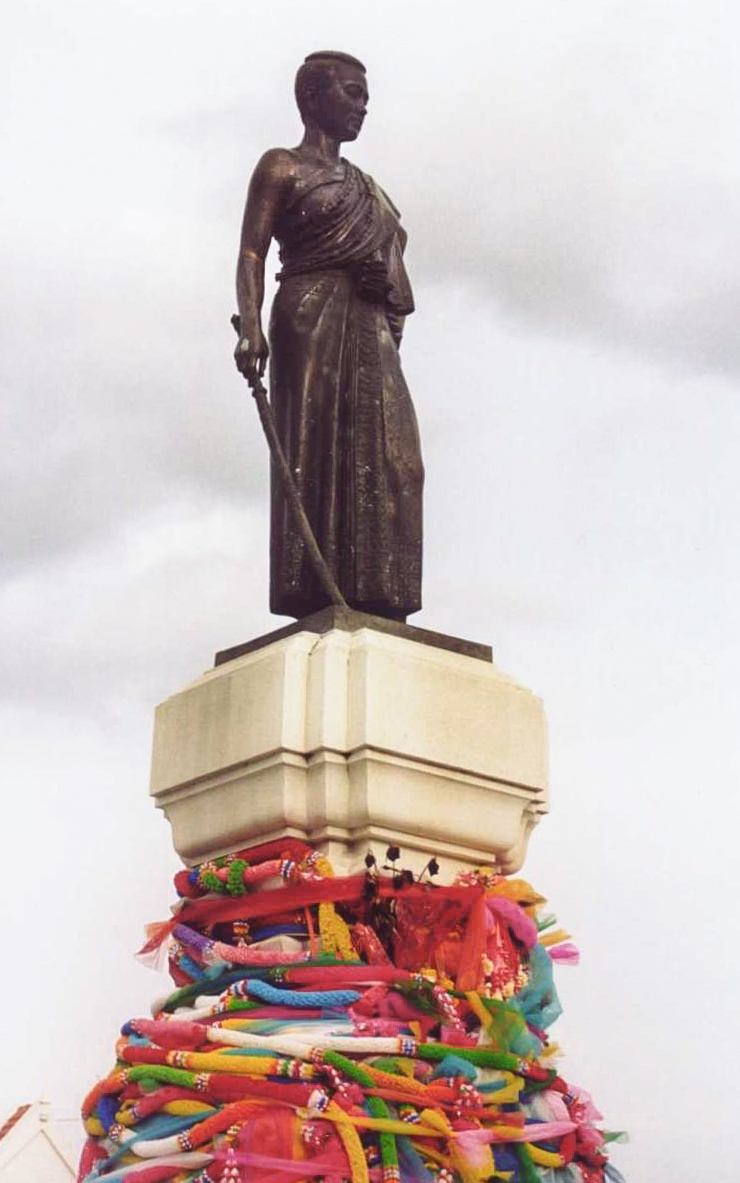
Monument de la princesse Thao Suranari, héroïne de Nakhon Ratchasima (1934)

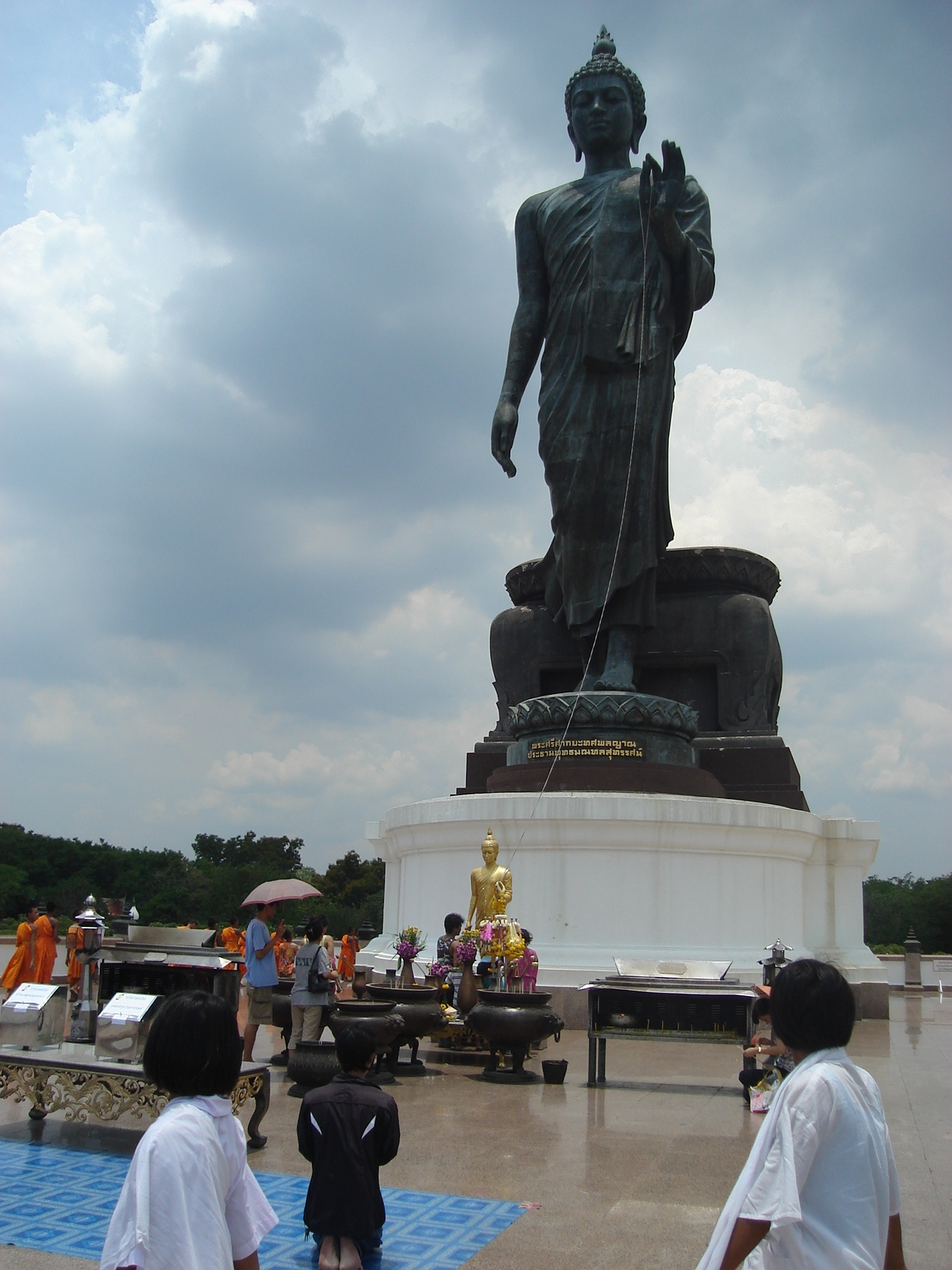
Statue de Bouddha dans la province de Nakhon Pathom.

- Sculptures autour du Monument de la Victoire (1938)
- Monument de la démocratie (1938)
- Monument du roi Taksin (1954)
- Monument du roi Naresuan le grand (1959)
- Monument du roi Rama VIII